# Hoboj
Hoboj (z francouzského hautbois – „vysoké dřevo“) je dvojplátkový dřevěný dechový nástroj laděný v C. Má široké uplatnění v klasické hudbě – je součástí symfonických i komorních orchestrů a mnoha dechových komorních souborů.

## Popis a stavba

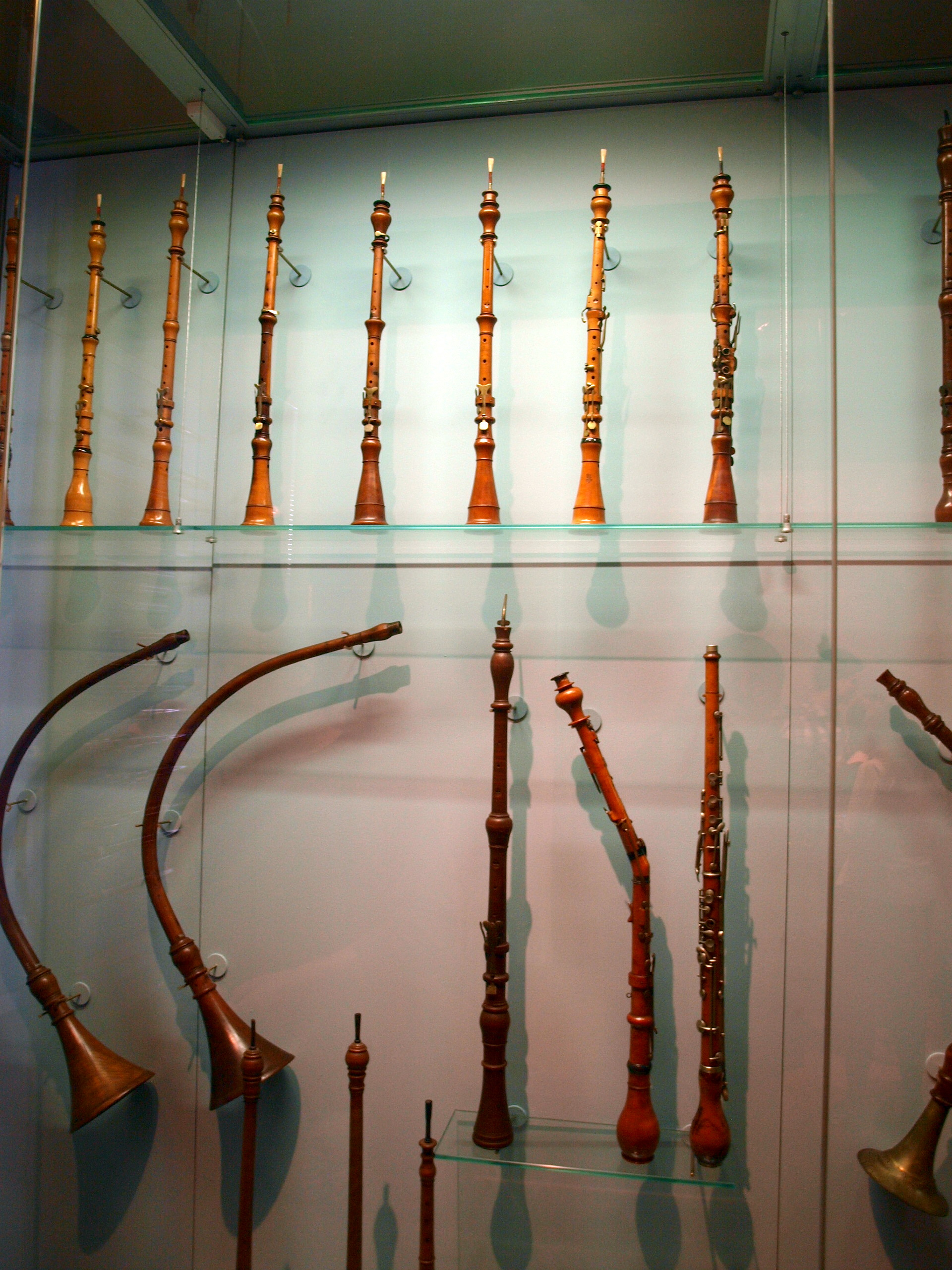
Hoboje v oddělení dechových nástrojů Českého muzea hudby v Praze

Na hoboj je obecně složitější vytvořit kvalitní tón než například na klarinet nebo příčnou flétnu. V porovnání s těmito nástroji má hoboj také pronikavější zvuk, protože jeho stavba zdůrazňuje sudé vyšší harmonické frekvence (klarinet oproti tomu má relativně silnější liché vyšší harmonické frekvence, jeho zvuk je proto jemnější). Pokud není v orchestru přítomen klavír nebo jiný klávesový nástroj, ostatní nástroje se ladí podle hoboje, protože jeho ladění je nejstálejší a nejodolnější vůči výkyvům teploty a vlhkosti vzduchu.
Moderní hoboje se nejčastěji vyrábějí z grenadilly (typ afrického tropického dřeva), přičemž některé nástroje jsou tvořeny i z jiných druhů dřev, např. palisandru. Hoboj nemá hubičku jako klarinet nebo saxofon, místo ní má tzv. strojek. Tvoří jej dvojice úzkých plátků ze zdřevnatělé trstě rákosovité (Arundo donax), které jsou připevněny na kovové rource a narážejí o sebe volnými konci. Vespod je utěsněn korkem a nasazen na nástroj.
Existují dva typy hobojů: německý a francouzský. Německý typ má kónicky vrtanou trubici (na rozdíl od francouzského, jehož trubice je vrtaná válcově). Francouzský typ má v porovnání s německým také menší menzuru, užší plátek a poněkud jinak položené dírky, proto zní ostřeji než německý.

## Historie
Nástroje příbuzné dnešnímu hoboji se používaly již ve starém Egyptě a Přední Asii, odkud se dostaly do Řecka (aulos) a Říma (tibia). Po pádu Římské říše Evropa znovu objevila tento nástroj díky stykům s arabskými zeměmi. Přímým předchůdcem hoboje je středověká šalmaj, její nevýhodou bylo, že se do úst vkládal celý strojek, čímž se výrazně snížila možnost ovlivňovat dynamiku. První nástroj, který je možné označit za hoboj, byl sestrojen v 17. století; na rozdíl od šalmaje bylo možné rty ovlivňovat tvorbu tónu.

## Typy hobojů
- Anglický roh: ladění v F, zní o kvintu níže než hoboj
- Milostný hoboj (hoboj d'amore): laděný v A, s kulovitým ozvučníkem, který mu dodává jemnější tón. Byl velice oblíben do konce 18. století
- Heckelfon: barytonový hoboj laděný v C, má širší kónickou trubici a kulovitý ozvučník
- Sarussafon: má kovovou trubici se širokou menzurou a saxofonovou mechaniku

## Nejdůležitější díla pro hoboj
- Wolfgang Amadeus Mozart: Hobojový koncert C dur, Kvartet F dur
- Antonio Vivaldi: Hobojové koncerty
- Johann Sebastian Bach: 1. a 2. Braniborský koncert
- Tomaso Albinoni: Hobojové koncerty
- Georg Friedrich Händel: Příjezd královny ze Sáby, Hobojové koncerty a sonáty
- Benedetto Marcello: Koncert c moll (původně d moll)
- Georg Philipp Telemann: Hobojové koncerty a sonáty
- Joseph Haydn: Hobojový koncert C dur
- Richard Strauss: Hobojový koncert
- Vincenzo Bellini: Hobojový koncert
- Luciano Berio: Sequenza VII
- Domenico Cimarosa: Hobojový koncert C dur
- Francis Poulenc: Sonáta pro hoboj
- Benjamin Britten: Šest metamorfóz na Ovidia
- Robert Schumann: Tři romance pro hoboj a klavír
- Carl Nielsen: Dvě fantazie pro hoboj a klavír
- Karl Ditters von Dittersdorf: Hobojové koncerty
- Bohuslav Martinů: Koncert pro hoboj a malý orchestr